# 1990 HM1
1990 HM1 är en asteroid i huvudbältet som upptäcktes den 29 april 1990 av de båda japanska astronomerna Minoru Kizawa och Hitoshi Shiozawa vid Fujieda-observatoriet i Fujieda.